# یواخیم فریچه
یواخیم فریتشه (به آلمانی: Joachim Fritsche) بازیکن فوتبال و مدافع اهل آلمان شرقی بود که از سال ۱۹۷۳ میلادی عضو تیم ملی فوتبال آلمان شرقی بوده‌است. وی در ۱۴ بازی ملی حضور داشته و در بازی‌های ملی‌اش گلی به ثمر نرساند. یواخیم فریتشه آخرین بازی ملی خود را در سال ۱۹۷۷ میلادی انجام داد.